# Söderbodan
Söderbodan är klippor i Finland.   De ligger i kommunen Kimitoön i landskapet Egentliga Finland, i den södra delen av landet, 140 km väster om huvudstaden Helsingfors.
Terrängen runt Söderbodan är mycket platt.